# Lepidocolaptes fatimalimae
A Lepidocolaptes fatimalimae a madarak (Aves) osztályának verébalakúak (Passeriformes) rendjébe, valamint a fazekasmadár-félék (Furnariidae) családjába tartozó faj.

## Rendszerezése
A fajt Elinete Batista Rodrigues, Alexandre Aleixo, Andrew Whittaker és Luciano Nicolás Naka írták le 2013-ban.

## Előfordulása
Bolívia, Brazília, Ecuador és Peru területén honos. Természetes élőhelyei a szubtrópusi vagy trópusi síkvidéki esőerdők. Állandó, nem vonuló faj.

## Természetvédelmi helyzete
Az elterjedési területe rendkívül nagy, egyedszáma pedig stabil. A Természetvédelmi Világszövetség Vörös listáján nem fenyegetett fajként szerepel.